# Березанскаја
Березанскаја (рус. Березанская) насељено је место руралног типа (станица) на југозападу европског дела Руске Федерације. Налази се у централном делу Краснодарске покрајине и административно припада њеном Виселковском рејону.
Према подацима националне статистичке службе РФ за 2017, станица Виселки је имала 6.968 становника.

## Географија
Станица Березанскаја се налази у централном делу Краснодарске покрајине на неких 13 км северозападно од рејонског центра, станице Виселки, и на око 87 километара североисточно од Краснодара. Село лежи у јужном делу Кубањско-приазовске степе, на обали реке Бејсуг, на надморској висини од 23 метра.
Кроз насеље пролази деоница националног аутопута М4 „Дон” на релацији Москва−Новоросијск.

## Историја
Насеље Березанско основано је 1794. као једно од првих 40 козачких насеља на Кубању. Према подацима из 1882. у тсаници је живело 3.303 становника у 476 домаћинстава.

## Демографија
Према подацима са пописа становништва 2010. у селу је живело 6.968 становника.
| 1989. | 2002. | 2010. |
| ----- | ----- | ----- |
| [ 1 ] | 6.484 | 6.968 |